# Jacob Hagnell
Nils Jacob Hagnell, född 21 december 1988 i Uppsala domkyrkoförsamling, Uppsala län, är en svensk kommunikatör och politiker (Sverigedemokraterna).

## Biografi
Jacob Hagnell satt 2015 i kommunfullmäktige i Stockholms kommun och i landstingsfullmäktige i Stockholms län, där han representerade Sverigedemokraterna i Stockholms stad. Han var även anställd som digital kommunikatör hos Sverigedemokraterna. Hagnell har aktivt skrivit artiklar på hemsidan Fria Tider. Hagnell var 2019 ordförande i Sverigedemokraternas valberedning.
Hagnell började 2020 att arbeta som redaktör på Sverigedemokraternas tv-kanal Riks. 2023 blev han ägare och VD för Riks, då hans bolag Rplay Nordic Media AB köpte över kanalen.